# Rolls-Royce R
El Rolls-Royce R es un motor aeronáutico británico diseñado y construido originalmente por Rolls-Royce Limited de forma específica para disputar carreras aéreas. Solo se fabricaron diecinueve de estos motores, todos construidos entre 1929 y 1931.
Desarrollado a partir del motor Rolls-Royce Buzzard, era un propulsor V-12 de 37 litros de capacidad sobrealimentado, capaz de producir 2800 caballos (2090 kW) con un peso de tan solo 770 kg. Las intensivas pruebas de fábrica revelaron fallos que fueron rápidamente solucionados rediseñando algunos de sus componentes mecánicos, mejorando mucho su fiabilidad.
El motor R se utilizó con gran éxito en las competiciones del Trofeo Schneider de hidroaviones que se celebraron en Inglaterra en 1929 y 1931. Poco después de la competición de 1931, una aeronave Supermarine S.6B equipada con un motor R alimentado con un combustible especial, estableció un nuevo récord de velocidad de más de 400 millas por hora (640 km/h). A lo largo de la década de 1930, unidades tanto nuevas como usadas del motor R se utilizaron para batir diversos récords de velocidad en tierra y sobre el agua. Por ejemplo, personalidades como Sir Henry Segrave, Sir Malcolm Campbell y su hijo Donald, establecieron diversas plusmarcas mundiales con vehículos impulsados con el motor R hasta 1939. Un último intento de récord de velocidad, protagonizado por Donald Campbell en 1951 con una lancha rápida propulsada por un motor R, fue infructuoso.
La experiencia adquirida por los diseñadores del motor R en Rolls-Royce y Supermarine fue una valiosísima herramienta en el posterior desarrollo del motor Rolls-Royce Merlin y del caza Spitfire. Un motor R con su máxima potencia rebajada, conocido como el Griffon, fue probado en 1933, pero no estuvo directamente relacionado con la producción del motor Rolls-Royce Griffon de 1939, con exactamente las mismas cifras de diámetro/carrera (y por consiguiente, cilindrada) que el "R" original. Tres ejemplares del motor R son mostrados al público en museos británicos desde el año 2014.

## Diseño y desarrollo

### Origen
Rolls-Royce se dio cuenta de que el motor Napier Lion utilizado en el Supermarine S.5, ganador del Trofeo Schneider en 1927, había alcanzado la cúspide de su desarrollo, y que se requería diseñar un nuevo motor más potente para que Gran Bretaña pudiera luchar con garantías por el trofeo. La primera configuración diseñada del motor "Racing H", basado en el Buzzard, fue enviado a R. J. Mitchell de Supermarine el 3 de julio de 1928, permitiéndole comenzar con el diseño del nuevo hidroavión S.6 para el Trofeo Schneider. Poco después se le cambió el nombre al motor por "R" (por la palabra inglesa "Racing", de carreras). Un contrato oficial con el Gobierno Británico necesario para continuar con el proyecto no fue concedido hasta febrero de 1929, dejando a Rolls-Royce solo seis meses para desarrollar el motor para la edición del Trofeo Schneider de aquel año.

### Descripción
El R era físicamente un imponente motor, diseñado por un equipo dirigido por Ernest Hives, que incluía a Cyril Lovesey, Arthur Rowledge y Henry Royce. El R compartía con el motor Buzzard el diámetro, la carrera y por lo tanto la cilindrada, y utilizaba el mismo diseño V-12 a 60 grados. Se diseñó un nuevo sobrealimentador de una sola etapa y de doble cara, revisándose los cilindros y reforzándose las bielas. El revestimiento interior de los bloques de cilindros, el cárter y el mecanismo reductor de la hélice estaban moldeados en aleación de aluminio "R. R 50"; y debido a la corta expectativa de vida útil de estos motores, se utilizó aluminio forjado para reemplazar piezas habitualmente de bronce y de acero.

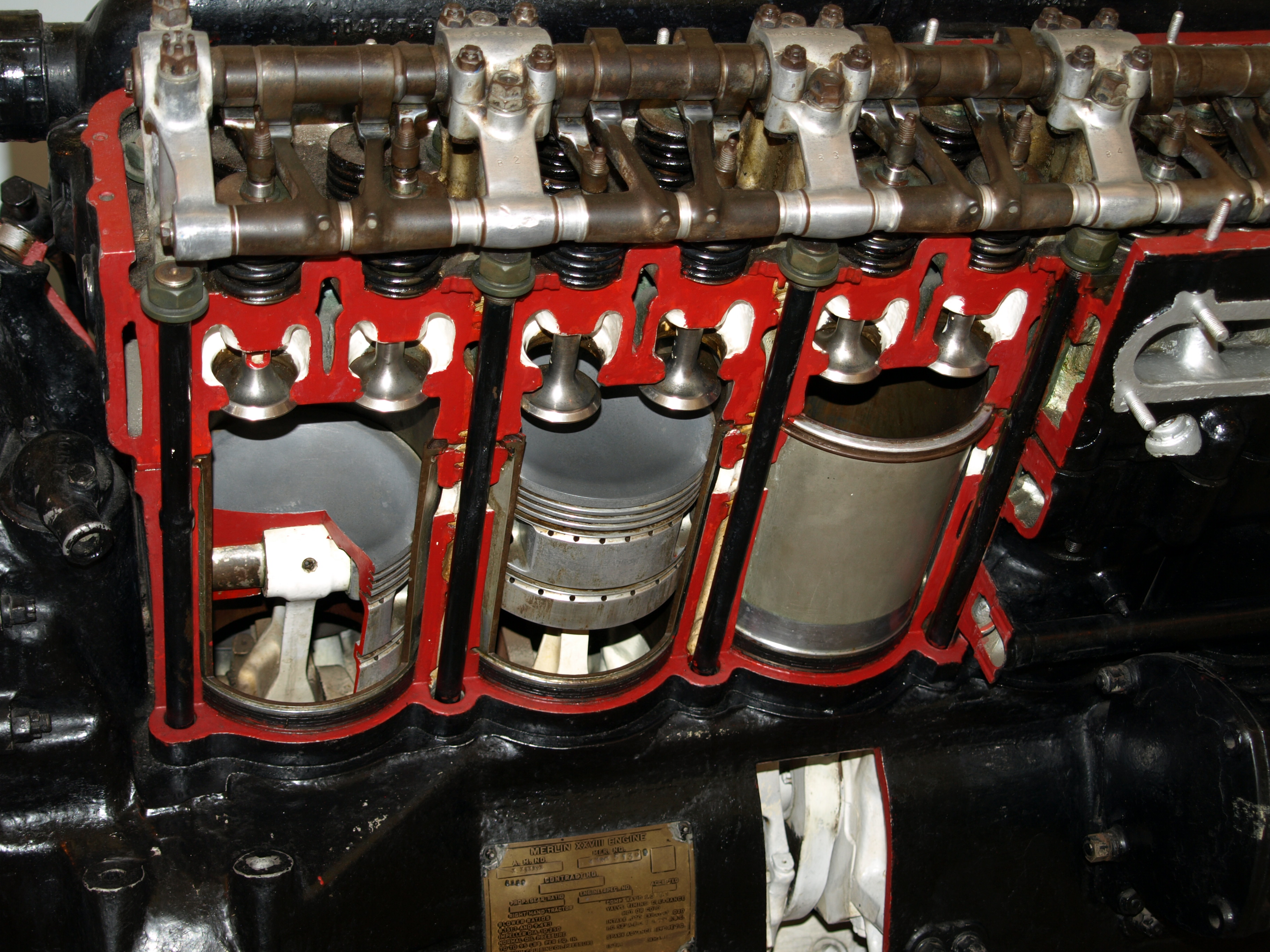
Vista de un motor Rolls-Royce Merlin seccionado, con el revestimiento interior de los cilindros y los segmentos inferiores diseñados para arrastrar el lubricante quemado, originalmente desarrollados para el motor R

Para hacer el motor R tan compacto como fuera posible, se introdujeron varias modificaciones de diseño con respecto al Buzzard: el mecanismo de reducción del giro de la hélice se reformó, y el árbol de levas y los balancines superiores se modificaron para adoptar exactamente la forma del carenado de la nariz de la aeronave. La toma de aire se colocó en la V del motor (lo que también ayudó a evitar la entrada de restos de aceite), y debajo del motor se levantó un poco la posición de los elementos auxiliares para reducir la profundidad del fuselaje. La longitud del motor se acortó para minimizar la vibración de las dos bancadas de cilindros de proa y popa, lo que significaba que las bielas de los cilindros opuestos tenían que compartir un breve espacio en el cigüeñal junto a un cojinete, conocido como el "muñón del cigüeñal". Inicialmente esto se lograba colocando una biela de conexión dentro de la otra en el extremo inferior con una disposición de placa y horquilla; sin embargo, después de que se detectara la fisuración de las bielas durante las pruebas realizadas en 1931, se adoptó un diseño de tipo articulado.
La introducción de las bielas articuladas fue considerada como una "molestia" por Arthur Rubbra, un diseñador de motores de Rolls-Royce, debido a los problemas inherentes a su disposición. La complicada geometría significaba que cada par de bielas tenían diferentes longitudes eficaces, dando una mayor carrera en el lado articulado. En consecuencia, las camisas de los cilindros afectados tuvieron que ser alargadas para evitar que se saliese el segmento inferior. Las bielas articuladas se usaron en el motor Goshawk, pero no fueron incorporadas en el Rolls-Royce Merlin, para el que Arthur Rowledge había diseñado una versión revisada del sistema de placa y horquilla.
Más tarde los motores R incorporaron válvulas de escape rellenas de sodio para mejorar la refrigeración, mientras que otras modificaciones incluyeron un nuevo diseño inferior del cárter de fundición y la introducción de un segmento limpiador del aceite carbonizado por debajo de la articulación del pistón ; una disposición que también se adoptó en el motor Merlin. Se introdujo un cigüeñal equilibrado en mayo de 1931, y la relación de compresión en los motores de "esprint" preparados para ese año se elevó de 6:1 a 7:1.
El sistema de encendido se componía de dos magnetos instaladas en la parte trasera, impulsadas por el cigüeñal, cada una alimentando las parejas de bujías ajustadas a cada cilindro. Esta es una práctica común en los motores aeronáuticos, que permite asegurar su funcionamiento si falla una de las magnetos, y que tiene la ventaja adicional de aumentar la eficiencia de la combustión gracias a la doble bujía en cada cilindro.

### Refrigeración
La refrigeración de este gran motor, condicionada por la minimización del arrastre asociado a la sección aerodinámica, planteó nuevos retos a los equipos de diseño tanto de Rolls-Royce como de Supermarine. Los tradicionales métodos de enfriamiento usando de radiadores con paneles del tipo nido de abeja se sabía que causaba una alta resistencia en vuelo; en consecuencia, se decidió utilizar la superficie de las alas y de los flotadores del hidroavión como intercambiadores de calor, empleando una estructura de doble piel a través de la que el líquido refrigerante podía circular. El aceite del motor se enfriaba de manera similar, usando unas acanaladuras diseñadas al efecto en la superficie del fuselaje y del empenaje. El S.6 fue descrito en su momento como un "radiador volante", y se estimó que este sistema de refrigeración disipaba el equivalente de 1000 CV (745 kW) de calor en vuelo. Sin embargo, incluso con este sistema, se observó sobrecalentamiento del motor durante los vuelos de la carrera, lo que obligaba a los pilotos a controlar el uso del acelerador para moderar la temperatura de funcionamiento del motor.
Una medida de enfriamiento no tan obvia fue el uso deliberado de una mezcla de combustible muy rica, lo que explica los frecuentes informes de humo negro presentes en los gases de escape del motor. Aunque suponía la pérdida de algo de potencia del motor, implicaba un aumento de su fiabilidad y reducía la posibilidad de detonación en los cilindros.

### Compresor de sobrealimentación y combustible

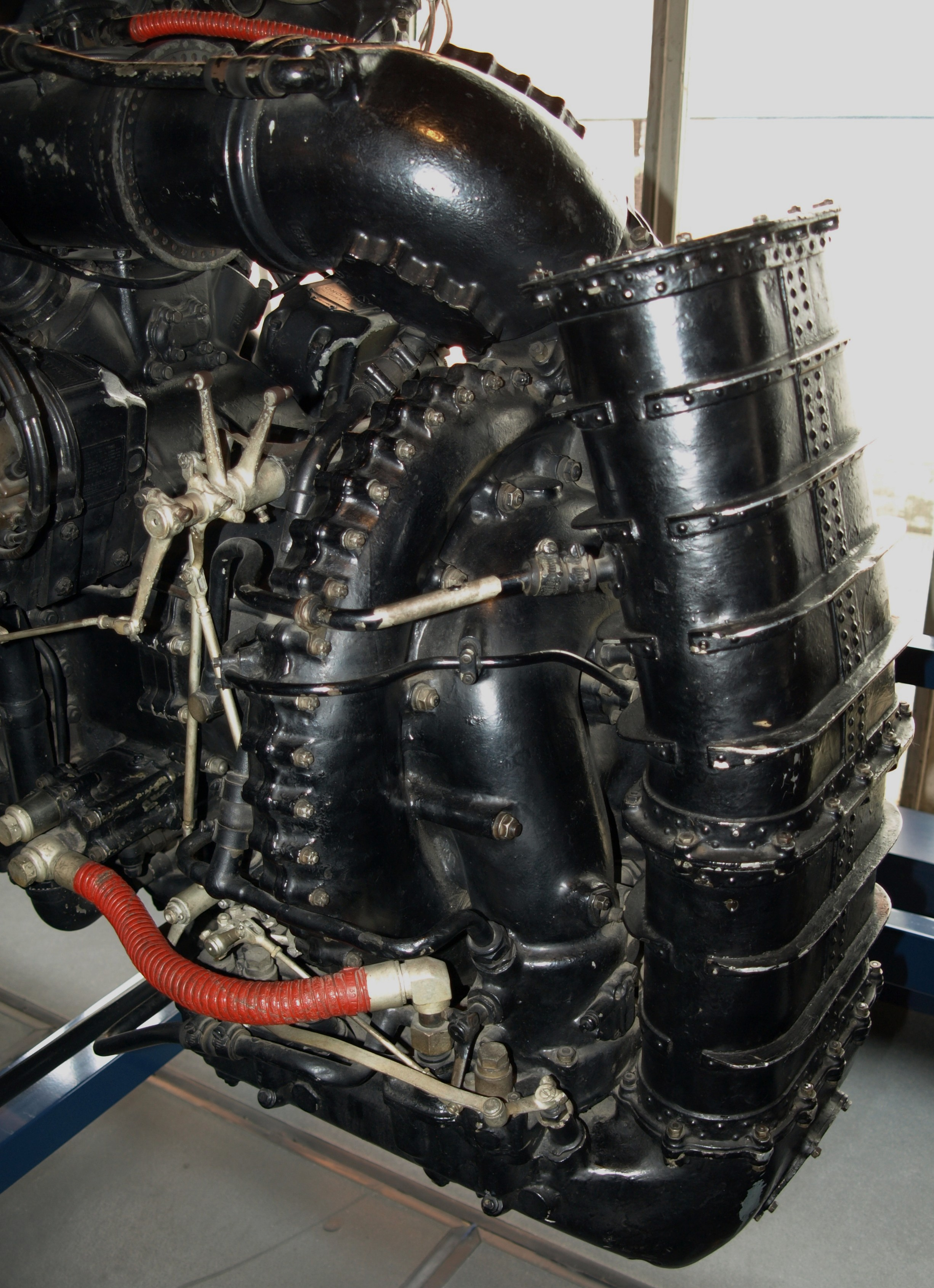
Detalle del compresor del Rolls-Royce R

Las claves de la alta relación potencia peso del motor R fueron el diseño del sobrealimentador, la capacidad de girar a altas revoluciones gracias a su resistencia estructural, y la mezcla de combustible especial utilizada. El sobrealimentador de doble cara fue un nuevo desarrollo de Rolls-Royce: funcionando con una relación de 8:1, podía suministrar aire de admisión a una presión de hasta 18 libras por pulgada cuadrada (1.24 bar) por encima de lapresión atmosférica, una cifra conocida como "boost" y comúnmente abreviado como "+x lb". En comparación, el máximo impulso delRolls-Royce Kestrel, un diseño de motor anterior, fue de +6 lb (0,4 bar). La máxima eficacia del compresor del motor R no se alcanzó hasta 1934. El aumento de las presiones inicialmente causó el fallo de la bujías durante las pruebas, y finalmente se eligieron unas de la marca Lodge del tipo X170, que resultaron ser extremadamente fiables.
El desarrollo del carburante se le atribuye a "Rod" Banks, un ingeniero especializado en el desarrollo de combustibles y motores. Después de usar benzóleo puro en las primeras pruebas en tierra; se probó una mezcla de 11 % de gasolina de aviación y un 89 % de benzóleo, además de 5 centímetros cúbicos de tetra-etilo de plomo por galón imperial (4.5 L). Esta mezcla de combustible se usó para ganar la carrera del Trofeo Schneider de 1929, y se continuó utilizando hasta junio de 1931. Se descubrió que la adición de un 10 % de metanol a esta mezcla producía un incremento de 20 CV (15 kW), con la ventaja adicional de reducir el peso del combustible – algo especialmente importante para su uso en aeronaves – debido a su reducido peso específico. En1931, para un intento de récord de velocidad, se añadió acetona a la mezcla, para prevenir fallos de ignición intermitentes. La composición de esta mezcla final fue de 30 % de benzóleo, 60 % de metanol y 10 % de acetona, además de 4.2 cc de tetra-etilo de plomo por litro.
En una primera prueba, el motor R rindió 1400 CV  (1040 kW) y se observó que el ralentí se situaba muy favorablemente a 450 revoluciones por minuto (rpm). Con el aumento de la relación de compresión y con el combustible desarrollado por Banks, el motor R llegaría a entregar 2530 CV (1890 kW) a 3200 rpm; más del doble de la potencia de salida máxima del Buzzard. El motor fue probado y puesto a punto para pruebas cortas de esprint, alcanzando los 2783 CV (2,075 kW) a 3400 rpm y +21 lb (1.45 bar) de soplado, pero esta potencia máxima no llegó a utilizarse debido al temor de que el fuselaje del S.6B no fuese capaz de resistir las sobrecargas mecánicas inherentes, y a la incapacidad de la aeronave para despegar con el extra de combustible necesario para satisfacer el aumento del consumo.

### Pruebas

#### Pruebas en tierra
La primera carrera del motor R1 tuvo lugar en la fábrica de Rolls-Royce de Derby, el 7 de abril de 1929, con la unidad R7 funcionando al día siguiente. Muchos de los fallos mecánicos se detectaron durante las pruebas de laboratorio, incluyendo válvulas quemadas, roturas de las bielas de conexión y vibraciones en el cojinete principal, mientras que se producían más problemas de los esperados con los muelles de las válvulas, y en una ocasión dos o tres se rompieron tan solo después de 10 minutos de funcionamiento. Sin embargo, el continuo rediseño y las pruebas de los componentes permitieron reducir la incidencia de todos estos problemas. Desconocido incluso para el propio Royce, los ingenieros habían equipado el motor con pistones "Wellworthy", capaces de soportar las 13 toneladas de cada ciclo de ignición.
Las pruebas en tierra del motor R consistieron en el uso de tres motores Kestrel: uno para simular el viento de cara o la velocidad del aire, uno para facilitar la ventilación de la zona de pruebas, y otro para enfriar el cárter. Los sobrealimentadores se probaron en otro banco de pruebas equipado con otro motor Kestrel. Ocho hombres fueron necesarios para ejecutar las pruebas del bloque motor, dirigidas por el "Jefe Probador", que tenía el cometido de registrar de las cifras y dirigir a los otros operadores. Uno de estos jefes de los probadores fue Víctor Halliwell, quien posteriormente perdió la vida a bordo de la lancha rápida Miss England II mientras intentaba batir el récord mundial de velocidad. Las condiciones en el taller de pruebas eran particularmente desagradables. La sordera y losacufenos, que se mantenían hasta dos días, fueron experimentados por el personal de la prueba, incluso después de tapar sus oídos con algodón. El período de desarrollo fue corto, pero el sonido ensordecedor de los tres motores Kestrel y del motor R funcionando a plena potencia durante las 24 horas del día, tuvo su efecto sobre la población local. Tuvo que intervenir el alcalde de Derby para pedir a los afectados que soportaran el ruido por el bien del prestigio de Gran Bretaña. Posteriormente, las pruebas se prolongaron durante siete meses.
En el curso de los 25 minutos de duración de la prueba de uno de los primeros motores R, se podían consumir al menos 60 galones imperiales (270 litros) de aceite de ricino precalentado. La mayor parte de este aceite iba a parar a los escapes, dejando recubiertas las paredes de la célula de pruebas. Se administró leche de vaca al personal para minimizar los efectos de este conocido laxante. Hasta 200 gal (900 litros) de la mezcla de combustible especial tenía que prepararse para cada prueba, unos 80 galones (360 litros) se utilizaban solamente para calentar el motor a la temperatura de funcionamiento. La misma hélice de paso variable utilizada para las pruebas de vuelo, se ajustó durante las pruebas de laboratorio.

#### Pruebas de vuelo
Supervisadas por Cyril Lovesey, las pruebas de vuelo comenzaron el 4 de agosto de 1929 con el nuevo Supermarine S.6 en la RAF Calshot, una base de hidroaviones e hidroplanos situada en Southampton Water, en Hampshire. Durante las pruebas de verificación previas a la carrera, se detectaron partículas de metal en las 24 bujías de dos de los motores, lo que indicaba un fallo en los pistones, lo que requeriría reconstruir o reemplazar el motor. Las normas de la competición no permitían el cambio de un motor, pero debido a la previsión de Ernest Hives, varios ingenieros y mecánicos de Rolls-Royce que estaban familiarizados con el motor "R" habían viajado a Southampton para presenciar los ensayos, y con su ayuda se pudo retirar uno de los cilindros de la bancada, sustituir el pistón dañado y reformar el cilindro. Este trabajo fue completado durante la noche y permitió al equipo británico continuar en la competición.
La puesta en marcha del motor se efectuaba mediante una combinación de aire comprimido y de una magneto girada a mano. Sin embargo, se produjeron problemas de encendido durante las pruebas previas a la carrera en Calshot, debidos a la humedad del aire y a la presencia de agua en el combustible. Se diseñó un complejo procedimiento de prueba para asegurar la limpieza de combustible durante los vuelos de competición, ya que más de 0.3 % de contenido de agua dejaba el combustible inutilizable. Como era de esperar, continuaron los pequeños fallos del motor, y para contrarrestar estos problemas, fue necesario transportar numerosos repuestos a gran velocidad entre Derby y Calshot, utilizando un automóvil Rolls-Royce Phantom I adaptado. Viajando sobre todo tras la puesta de sol, este vehículo llegó a ser conocido como el Fantasma de La Noche.

### Relación con los motores Griffon y Merlin

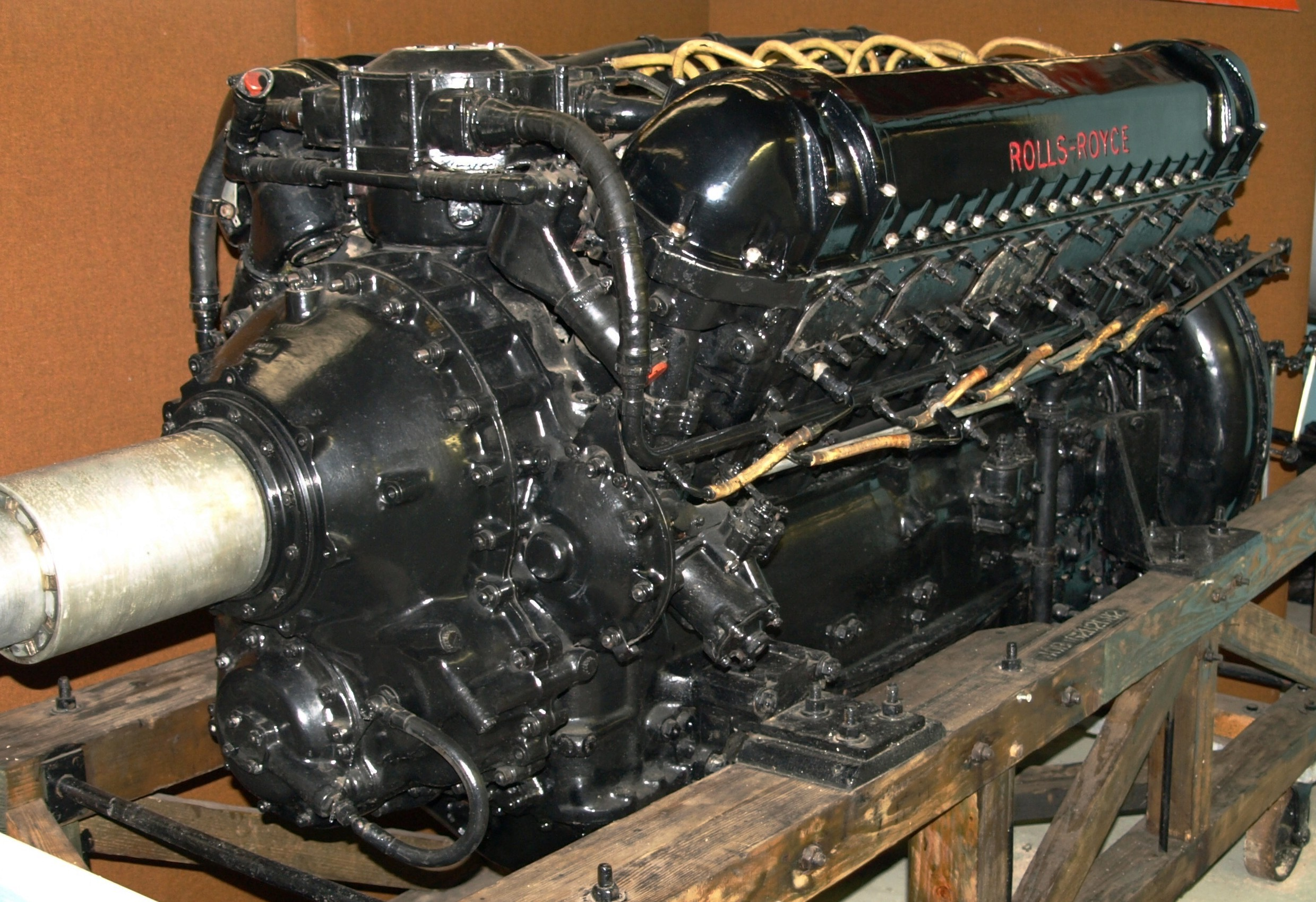
Uno de los últimos Rolls-Royce Griffon fabricados

Según el libro de memorias de Arthur Rubbra, se probó en 1933 una versión con la potencia rebajada del motor R, conocido entonces por el nombre de Griffon. Este motor, el R11, fue utilizado para un "Desarrollo Moderadamente Sobrealimentado del Motor Buzzard" (que no se produciría hasta mucho más tarde), y no guardaba relación directa con el motor Griffon producido en serie en la década de 1940.
El Griffon I de preproducción compartía con el motor R el diámetro y la carrera, pero por lo demás era un diseño completamente nuevo que se desarrolló primero en el Departamento Experimental en noviembre de 1939. Aunque este único motor nunca fue probado en vuelo, la versión de producción, el Griffon II, voló por primera vez en 1941, instalado en un Fairey Firefly. Una diferencia significativa entre el motor R y el Griffon producido en serie fue la reubicación del árbol de levas y del compresor en la parte delantera del motor para reducir su longitud total. Otra disposición para reducir la longitud del motor fue el uso de una sola magneto (el R tenía dos, montados en la parte trasera), ubicada en la parte delantera del motor.
Un posible trabajo de desarrollo del motor R figura en los Archivos Nacionales del Reino Unido (expediente AVIA 13/122), en los que figura una propuesta del Royal Aircraft Establishment fechada en octubre y noviembre de 1932, para probar cuatro de los motores hasta su destrucción. Este documento indica que hubo cinco motores disponibles para realizar la prueba, estando el quinto motor destinado para una Prueba Tipo a altas revoluciones.
Aunque no directamente relacionado con el Spitfire, los ingenieros de Supermarine adquirieron una valiosa experiencia sobre las altas velocidades de vuelo con los hidroaviones S.5 y S.6. Entre sus siguientes proyectos figuraba el Supermarine Tipo 224, un prototipo de avión de combate impulsado por el motor Rolls-Royce Goshawk. Avances tecnológicos que se utilizaron en el motor R, tales como las válvulas refrigeradas por sodio y las bujías capaces de operar a altas presiones, se incorporaron en el diseño del Rolls-Royce Merlin. El autor Steve Holter resume el diseño del Rolls-Royce R con estas palabras:
Muy sencillamente, el motor tipo R estuvo muy adelantado a su tiempo, siendo una maravilla de la destreza y la habilidad británicas.
Steve Holter, Leap IntoLegend

## Trofeo Schneider
El Trofeo Schneider fue un prestigioso premio anual de competición para hidroaviones, que se celebró por primera vez en 1913. En 1926 se celebró la primera edición en la que todos los pilotos y equipos representaban a sus respectivas fuerzas armadas. El Ministerio del Aire del Reino Unido financió la presencia de un equipo británico, conocido como el High Speed Flight, formado por pilotos de la Royal Air Force. A veces conocido simplemente como The Flight (El Vuelo), el equipo se formó en la Base de Aeronaves Experimentales de la Armada, en Felixstowe, en preparación para la carrera de 1927, en la que los Supermarine S.5 con motor Napier Lion diseñados por R. J. Mitchell, coparon el primer y el segundo lugar. El de 1927 fue el último concurso anual. A partir de entonces, el evento pasó a ser bianual, para permitir más tiempo de desarrollo entre las carreras. 

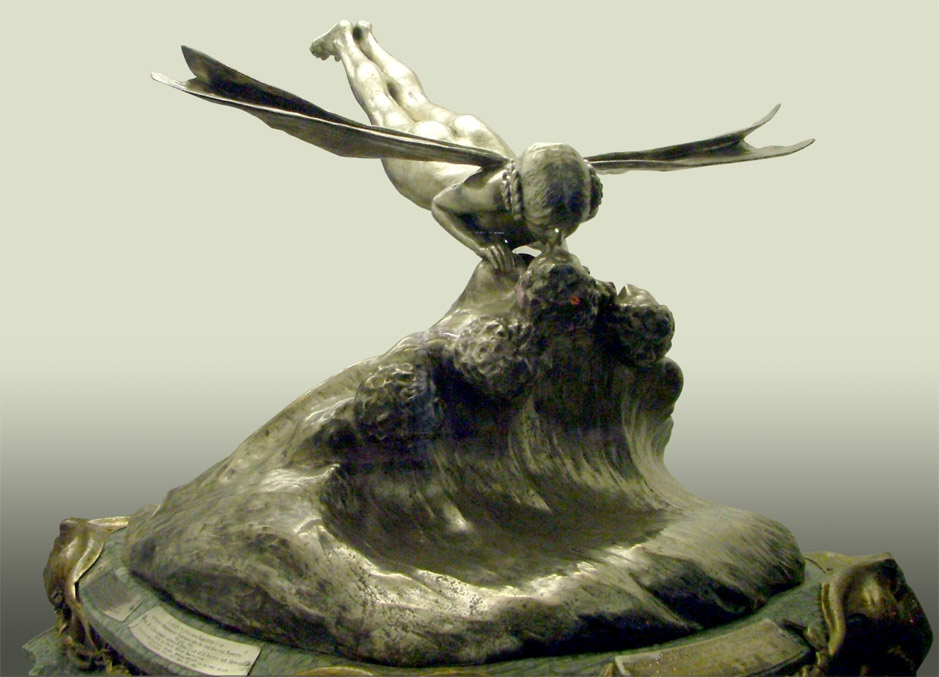
El Trofeo Schneider, exhibido en el Museo de Ciencias de Londres

Durante la carrera del año 1929 disputada en Cowes entre Gran Bretaña e Italia, Richard Waghorn, a los mandos del Supermarine S.6 equipado con el nuevo otorR olls-Royce R , retuvo el Trofeo Schneider para Gran Bretaña, con una velocidad media de 328.26 mph (529 km/h) y también logró los récords mundiales de velocidad de los 50 km y de los 100 km. Los registros fueron batidos de nuevo cuando Richard Atcherly registró posteriormente velocidades superiores cuando completó sus vueltas al circuito. El equipo italiano logró los puestos segundo y cuarto con sus aviones Macchi M. 52, impulsados por los motores V-12 Fiat AS.3. Otro hidroavión de carreras, el Fiat C. 29 impulsado por el motor AS.5, asistió al concurso, pero no compitió.
Más comparable con el motor R fue el Fiat AS.6, motor desarrollado para el concurso de 1931; un doble AS.5 acoplado que sufrió problemas técnicos. Con la ayuda de Rod Banks, el AS.6 impulsó al Macchi M. C. 72 a un nuevo récord de velocidad para un hidroavión con motor de pistones en 1934, alcanzando 440.6 mph (709.2 km/h), un récord que todavía estaba en pie en 2009.
En 1931, el Gobierno Británico retiró el apoyo financiero, pero gracias a una aportación privada de 100.000 libras esterlinas donada por Lady Houston, Supermarine pudo competir el 13 de septiembre con el Supermarine S.6B, impulsado por un motor R. Para esta carrera, el motor de calificación se incrementó en 400 CV, hasta alcanzar los 2300 CV. Sin embargo, los equipos participantes italiano y la francés no pudieron preparar sus aviones y tripulaciones a tiempo para el concurso, y el equipo británico, el único presente, estableció un nuevo récord mundial de velocidad en 379 mph (610 km/h) y, sin oposición, ganó el trofeo con una tercera victoria consecutiva. El equipo británico, "The Flight", fue disuelto pocas semanas después de ganar en 1931, ya que se anunció que no habría más ediciones del Trofeo Schneider. El Trofeo original se exhibe en el Museo de Ciencias de Londres junto con el S.6B que lo logró, así como el motor R de este avión utilizado para el posterior récord de velocidad de vuelo.

## Récords mundiales de velocidad
Se establecieron nuevos récords de velocidad después de las carreras de 1929 y 1931 del Trofeo Schneider, logrados utilizando el motor R. En las dos décadas anteriores a la Segunda Guerra Mundial, el récord de velocidad en tierra fue muy disputado, especialmente en la década de 1930. A menudo se utilizaron motores aeronáuticos para impulsar vehículos sobre ruedas a altas velocidades, debido a su alta relación potencia peso: el Liberty, el Napier Lion y el Sunbeam Matabele se encontraban entre los tipos de motores utilizados en la década de 1920. El Rolls-Royce R fue el desarrollo más reciente de motores de aviación de alta potencia en aquella época, y fue elegido por varios de los constructores de vehículos para batir récords de velocidad tanto con automóviles sobre tierra como con lanchas rápidas sobre el agua. Un automóvil y dos motoras utilizaron con éxito la potencia combinada de dos motores R.

### Récords de velocidad aeronáuticos
Supermarine S.6

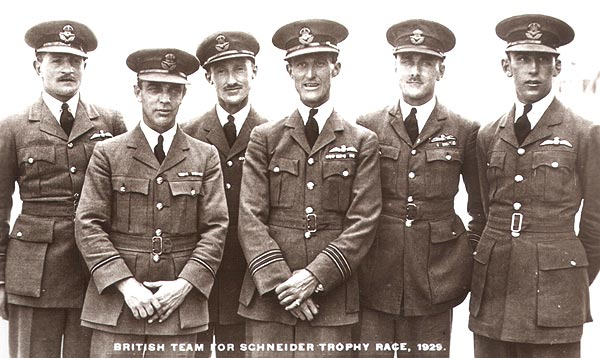
Equipo británico del Trofeo Schneider de 1929. De izquierda a derecha, Waghorn, Moon, Grieg, Orlebar, Stainforth y Atcherly.

Inmediatamente después del Trofeo Schneider de 1929, el jefe de escuadrón, Augustus Orlebar, oficial al mando del Equipo Británico, estableció un nuevo récord de velocidad de 355.8 mph (572.6 km/h) a los mandos de un Supermarine S.6, el N247.
Supermarine S.6B
El 29 de septiembre de 1931, apenas dos semanas después de que el Equipo Británico se había asegurado el Trofeo Schneider, el teniente George Stainforth batió el récord del mundo de velocidad en un Supermarine S.6B, número de serie S1595, impulsado por un motor Rolls-Royce R, alcanzando una velocidad de 407.5 mph (655.67 km/h). La intención inicial había sido utilizar una aeronave hermana idéntica, la S1596, pero Stainforth había volcado con esta unidad el 16 de septiembre, mientras realizaba las pruebas de una hélice.

### Récords de velocidad en tierra
Campbell-Railton Blue Bird

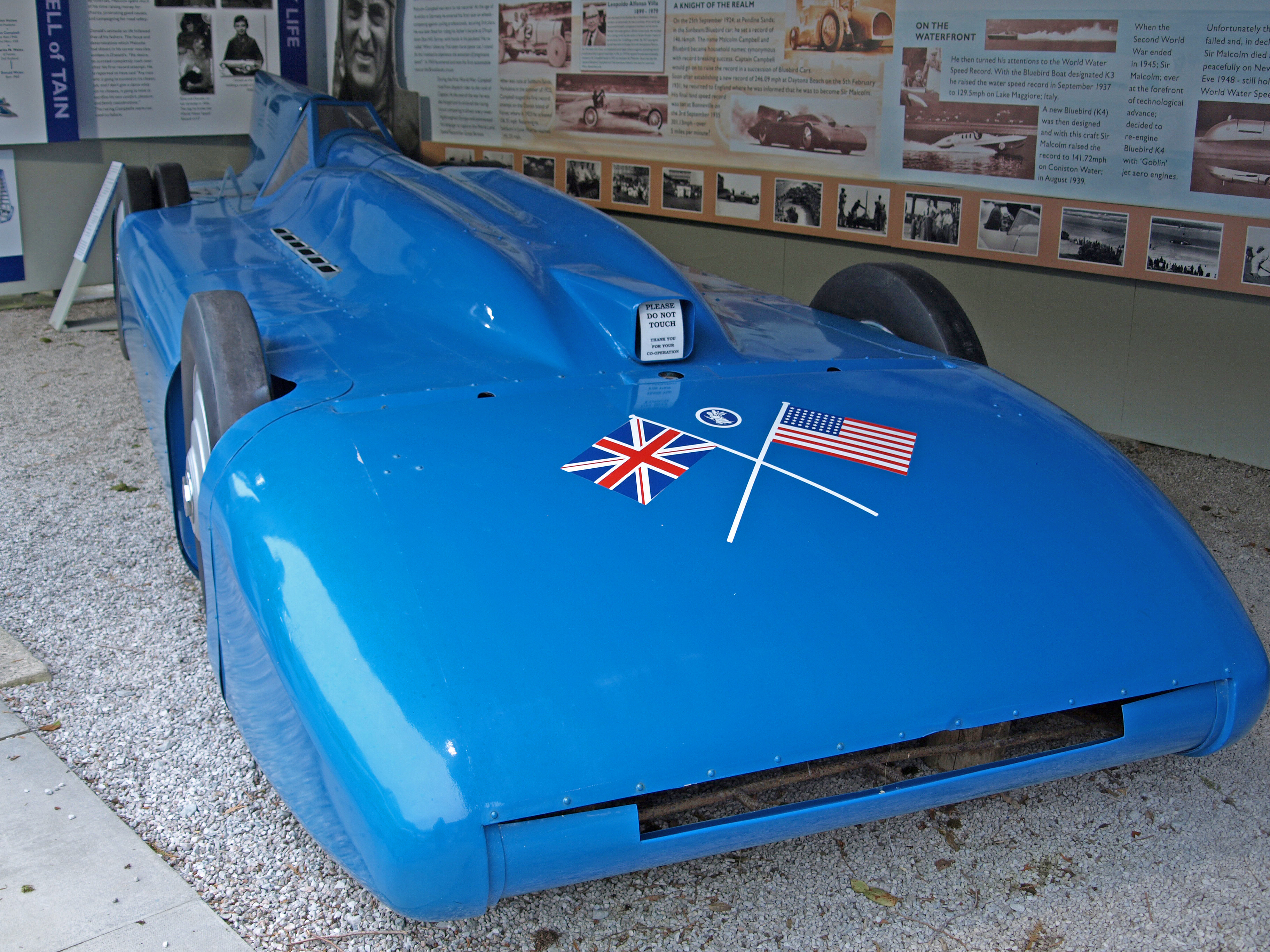
Réplica del Campbell-Railton Blue Bird, en exposición en el Museo del Motor de Lakeland

Sir Malcolm Campbell, y más tarde su hijo Donald, utilizaron motores R desde 1931 hasta 1951. En la ceremonia de la concesión del título de caballero a Malcolm Campbell celebrada en febrero de 1931, el Rey Jorge V expresó un gran interés por el motor R y formuló muchas preguntas acerca de su consumo de combustible y rendimiento.
En 1932, Campbell dijo que "tuvo la fortuna de poder contar con un motor Rolls-Royce especial utilizado en el Trofeo Schneider" para reemplazar el motor Napier Lion del vehículo que utilizó para batir su récord de velocidad en tierra. Prestado por Rolls-Royce, este motor fue el R25 o el R31. En febrero de 1933, el Blue Bird había sido reformado para acomodar el nuevo motor más grande, y estaba corriendo en Daytona.
A finales de 1933 Campbell compró el motor R37 a Rolls-Royce, y también había alquilado el R17 y el R19 a través de Lord Wakefield, y el R39 a Rolls-Royce. Luego Campbell prestó el R17 a George Eyston. Una vez que superó el récord de las 300 millas por hora (480 km/h) el 3 de septiembre de 1935 en el Salar de Bonneville, Campbell se retiró definitivamente de los intentos de batir el récord mundial.
Lord Wakefield encargó una réplica del Rolls-Royce R para ser expuesta en el Motor Show de 1933 celebrado en el Olympia de Londres. Un artículo de prensa sobre el evento da una idea de la percepción del motor que tuvo el público:

Del tamaño de un escritorio de oficina, este motor de carreras sobrealimentado de 12 cilindros es más potente que una locomotora express. Se afirma que su diseño es tan valioso que aún está en la lista secreta del Gobierno.
- Reportaje de prensa, The Fast Set

 
El Blue Bird se exhibe en el Circuito de Daytona.
Thunderbolt
Durante mediados de la década de 1930, George Eyston estableció varios récords de velocidad con el Speed of the Wind, un automóvil impulsado por un motor Rolls-Royce Kestrel sin sobrealimentación. En 1937 construyó un enorme coche nuevo, el Thunderbolt, propulsado por dos motores R para intentar el récord mundial absoluto de velocidad en tierra. El primer ensayo de Eyston fue un fracaso, debido a problemas con el embrague para gestionar la potencia combinada de los dos motores. Sin embargo, batió el récord en noviembre de 1937, llegando a las 312 mph (502 km/h). En 1938 el Thunderbolt alcanzó las 357.5 mph (575 km/h). Cuando Beam Industries de Tipton, uno de los motores que equipó el Thunderbolt fue el R27, que había propulsado el hidroavión Supermarine S1595, cuando estableció el récord de velocidad aéreo en 1931. El otro motor era el R25, utilizado por el mismo avión para ganar el Trofeo Schneider dos semanas antes. Eyston también había recibido prestado el R17 de Sir Malcolm Campbell y, con el apoyo permanente que Rolls-Royce facilitó tamto a Campbell como a Eyston, este último también tuvo la opción de utilizar el motor R39.

### Récords de velocidad náuticos
Miss England II y III

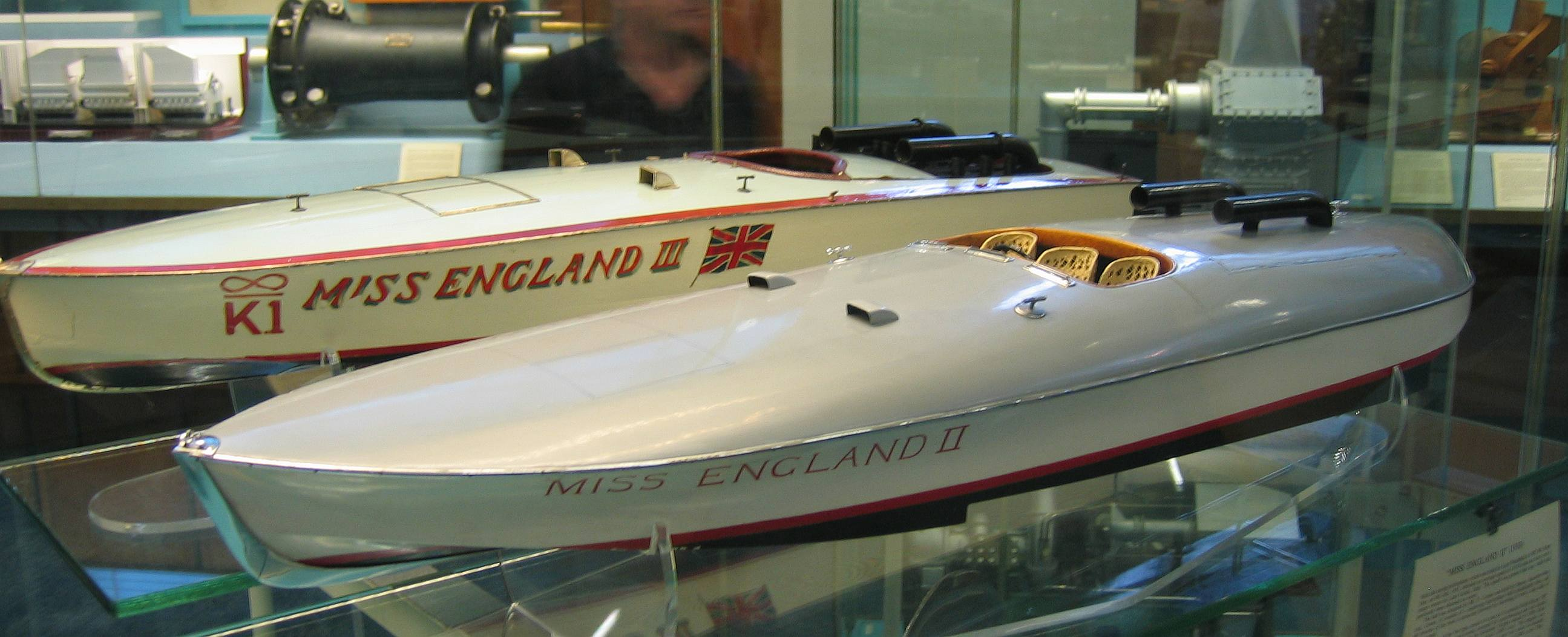
Modelos a escala de Miss England II y III

Dos motores R, el R17 y el R19, fueron utilizados por Sir Henry Segrave en su lancha rápida bimotora Miss England II, diseñada para intentar batir el récord mundial de velocidad náutica. Esta embarcación estuvo lista para los ensayos en Windermere en junio de 1930. El viernes 13 de junio, Segrave y Víctor Halliwell (un asesor técnico de Rolls-Royce) resultaron mortalmente heridos cuando la lancha Miss England II se hundió mientras circulaba a alta velocidad, posiblemente después de golpear una rama que flotaba sobre el agua. Poco antes de morir, Segrave se enteró de que había establecido un nuevo récord de velocidad de casi 100 mph (160 km/h). El 18 de julio de 1932, Kaye Don estableció un nuevo récord mundial de velocidad náutico, con una marca de 119,81 millas por hora (192,8 km/h) en el Loch Lomond en una nueva lancha, Miss England III, que también utilizaba los motores R17 y R19.
Blue Bird K3
A finales de 1935, Sir Malcolm Campbell decidió acometer el récord de velocidad náutico. Por entonces poseía dos motores Napier Lion y tenía a su disposición un motor Rolls-Royce R, el R37, y se decidió a instalar el motor R en el Blue Bird K3. Durante los ensayos en Loch Lomond, en junio de 1937, el motor fue "ligeramente dañado... debido a problemas con el sistema de circulación del agua". En agosto de 1937 el Blue Bird K3 fue llevado al lago Mayor en Italia, donde "el sistema [de circulación del agua] modificado funcionó a la perfección con un segundo motor", el R39.
Blue Bird K4 y el trabajo de Leo Villa
El R39 se utilizó de nuevo en 1939, en el Blue Bird K4. En 1947 Campbell convirtió, sin éxito, el K4 en una embarcación impulsada a chorro con un reactor De Havilland Goblin. Después de que Campbell muriese por causas naturales en 1948, Donald Campbell compró el K4 por una suma simbólica, al igual que el automóvil con el que su padre había batido el récord del mundo de velocidad en 1935, cuando sus efectos fueron subastados. También compró el R37 que había sido adquirido por un concesionario de coches, y lo reinstaló en el K4. Realizó intentos de batir el récord en 1949 y de nuevo en 1951, cuando el motor R37 resultó "dañado más allá de cualquier posibilidad de reparación inmediata" por un problema de sobrecalentamiento. Se realizó otro intento ese mismo año, utilizando el motor R39, pero el K4 sufrió una falla estructural y se hundió en Coniston Water. Se pudo recuperar la embarcación, que finalmente se rompió en la orilla.
El cuidado y mantenimiento de los motores R de Campbell fue confiado a Leo Villa, un cockney de padre suizo, descrito como "el hombre detrás de los Campbell" y una figura central capaz de "ajustar la primera tuerca en el primer tornillo". Villa había aprendido su oficio de "mecánico de aviones" en el Real Cuerpo Aéreo; su primer trabajo fue el montaje de motores aeronáuticos Beardmore de 160 CV. Después de la Primera Guerra Mundial trabajó para una compañía de motores de carreras, y participó como copiloto y mecánico en varias pruebas.
Villa fue empleado por Malcolm Campbell por primera vez en 1922, y continuó al servicio de Donald Campbell hasta 1967, cuando Campbell murió durante un intento de récord en Coniston Water. Villa fue el principal cuidador de los motores R hasta el último intento de récord de 1951, después de lo que sus responsabilidades se centraron en los motores a reacción usados por Campbell. Sus muchos cometidos incluyeron la instalación y extracción de los motores, su reparación y puesta a punto, y la correcta operación del aire comprimido y de la magneto durante el arranque. Durante los años de la Segunda Guerra Mundial, fue el responsable del mantenimiento del Blue Bird K4 y de los motores R de repuesto, pero sin saber que se habían vendido junto con el K3. Villa finalmente se llevó los tres motores R a Thomson & Taylor en Brooklands para su almacenamiento a largo plazo.
Su relación con Malcolm Campbell fue tensa a veces: Campbell, sin preparación en ingeniería, a menudo se preguntaba sobre el conocimiento profundo de Villa del motor R. Sin embargo, sus relaciones con Donald Campbell fueron mucho mejores, ya que eran de una edad similar. En el lago de Garda, en 1951, Villa se dio cuenta de la disposición de "Don" para ayudarle con las tareas de ingeniería, y las dificultades de trabajar en el motor R:

Estaba en el taller de reparaciones del viejo R37 y tuve el largo trabajo de ajustar las 48 válvulas. Fue una tarea terrible porque el motor estaba formado por dos bloques, lo que significaba que no podía simplemente levantar los cabezales, tenía que levantar lo que equivalía a dos motores separados e incluso así extraer las válvulas no fue una tarea nada fácil. Pero el viejo Don simplemente se arremangó y se metió dentro.
— Leo Villa, Leap into Legend

### Sumario de récords mundiales de velocidad

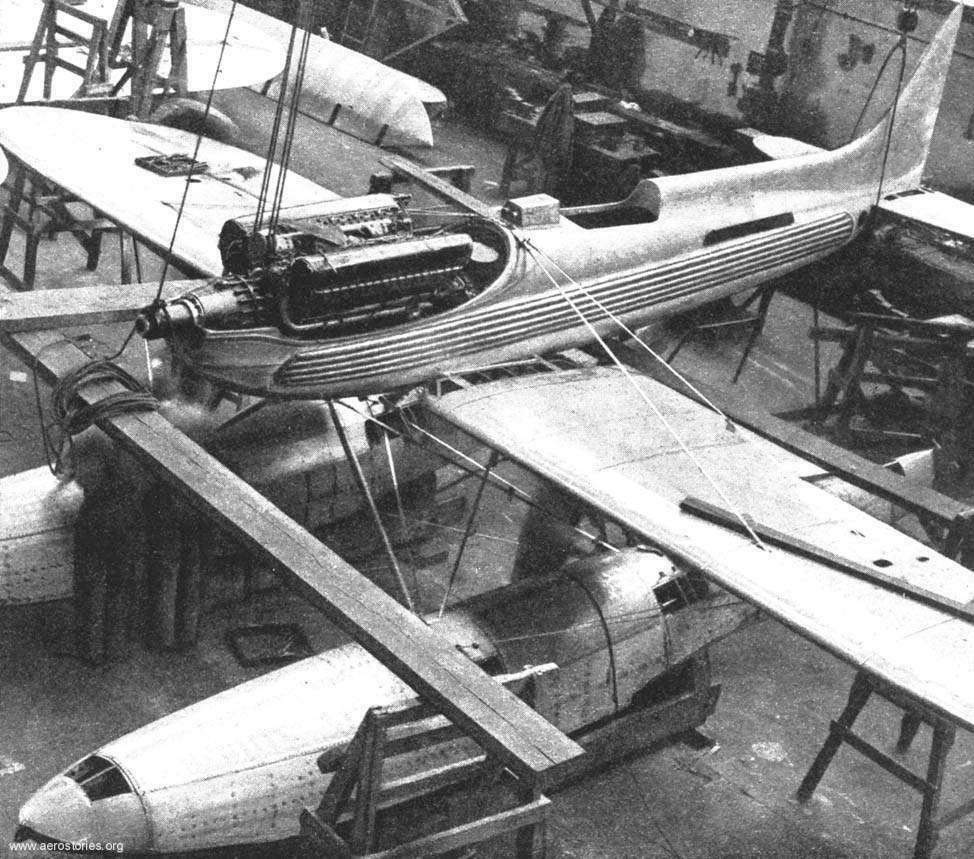
El Rolls-Royce R instalado en un Supermarine S.6B. Se observan las acanaladuras en el fuselaje para refrigerar el aceite del motor

Nota:
Récord de velocidad aéreo
Supermarine S.6: 8 de septiembre de 1929 – 355.8 mph (572.6 km/h)
Supermarine S.6B: 29 de septiembre de 1931 – 407.5 mph (656 km/h)
Récord de velocidad en tierra
Blue Bird: 3 de septiembre de 1935 – 301 mph (484 km/h)
Thunderbolt: 16 de septiembre de 1938 – 357.5 mph (575 km/h)
Récord de velocidad náutico
Miss England II: 9 de julio de 1931 – 110.28 mph (177.48 km/h)
Miss England III: 18 de julio de 1932 – 119.81 mph (192.82 km/h)
Blue Bird K3: 17 de agosto de 1938 – 130.91 mph (210.67 km/h)
Blue Bird K4: 19 de agosto de 1939 – 141.74 mph (228.11 km/h)

## Producción e historia individual de los motores

### Resumen de producción

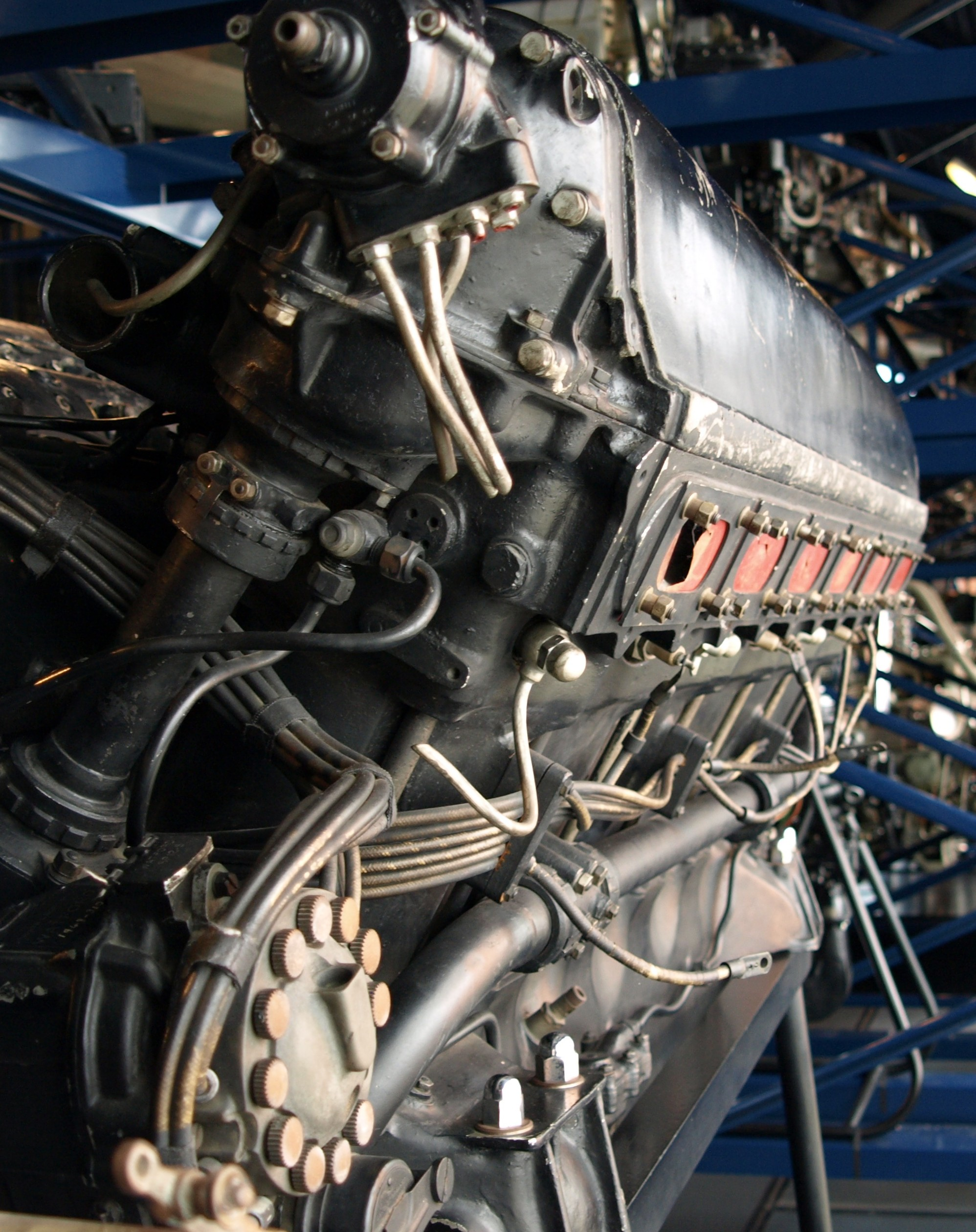
Vista trasera del R27 mostrando los detalles de una magneto, el accionamiento del árbol de levas y las troneras de escape

Diecinueve motores R fueron producidos en Derby entre 1929 y 1931, todos con números de serie impares. Esta fue una convención de Rolls-Royce cuando la hélice giraba en sentido antihorario vista desde el frente, pero se hizo una excepción para el R17, el único motor R con rotación en el sentido de las agujas del reloj. Existe cierta confusión en cuanto a si fueron producidos 19 o 20 motores R. En sus notas, Leo Villa se refiere a un motor R18, pero de acuerdo con Holter, puedo haber sido el R17 modificado para rotar a la derecha a solicitud de Malcolm Campbell, en lugar de un ejemplar adicional. No había un R13 porque en Rolls-Royce nunca se utiliza el número 13 en ninguna de sus denominaciones. Un resumen de la lista de producción es el siguiente:
1929 Motores de desarrollo
R1, R3 y R5
1929 Motores del Trofeo Schneider
R7, R9 y R15
1930 Motor de desarrollo
R11
1930 Pedido de Wakefield para Miss England II
R17 y R19
1931 Motores del Trofeo Schneider
R21, R23, R25, R27, R29 y R31
1931 Motores de desarrollo y de repuesto de la fábrica
R33, R35, R37 y R39

### Historiales individuales
| Motor | Fecha | Notas | Exhibido en                       |
| ----- | --- | --- | --------------------------------- |
| R1    | 7 de abril de 1929                                                                                               | Motor de desarrollo. Primera prueba con combustible de benzol puro. No hay cifras de potencia registradas. |                                   |
| R1    | 1 de mayo de 1929                                                                                                | 1400 HP (1044,0 kilovatios) medidos tras 13 horas funcionando. |                                   |
| R1    | 7 de mayo de 1929                                                                                                | 1500 HP (1118,6 kilovatios) a 2750 rpm, 1686 HP (1257,3 kilovatios) girando brevemente a 3000 rpm. Motor desmontado, bielas en horquilla rotas. Conexión de las bielas rediseñada y cárter mecanizado. Las modificaciones del cárter disminuyeron el exceso de lubricación en un 75%, se sugirió un nuevo segmento limpiador para eliminar el resto. Problema de la distribución de combustible/aire debido al nuevo diseño del distribuidor: se sugiere la vuelta al distribuidor original del Buzzard.             |                                   |
|       | | |                                   |
| R3    | 15 de mayo de 1929                                                                                               | Motor de desarrollo. Completó la prueba de aceptación de 15 minutos. 1500 HP (1118,6 kilovatios) a 2750 rpm. |                                   |
| R3    | 26 de febrero de 1931                                                                                            | Vuelta a la célula de desarrollo. Lecturas ocasionales, con 2300 HP (1715,1 kilovatios) a 3200 rpm anotados. |                                   |
| R3    | 21 de abril de 1931                                                                                              | Primera prueba con bielas articuladas. |                                   |
| R3    | 23 de abril de 1931                                                                                              | 1900 HP (1416,8 kilovatios) a 3200 rpm durante 17 minutos; mayor tiempo a esta potencia con las nuevas bielas. |                                   |
| R3    | 24 de abril de 1931                                                                                              | Fallo tras 17 minutos por el colapso de los cojinetes principales. |                                   |
| R3    | 25 de abril de 1931                                                                                              | 2210 HP (1648,0 kilovatios) a 3200 rpm. Prueba de aceptación de 1 hora del Ministerio del Aire, aunque la presión de aceite se perdió tras 22 minutos. |                                   |
| R3    | 1 de mayo de 1931                                                                                                | Fallo tras 2.5 minutos por problemas con el cojinete principal y las bielas. |                                   |
| R3    | 14 de mayo de 1931                                                                                               | Fallo tras 17.33 minutos por el bloqueo de los cojinetes del compresor. |                                   |
| R3    | 15 de mayo de 1931                                                                                               | Dos pruebas de 29.5 minutos y 18.5 minutos, interrumpidas por la rotura de las válvulas de escape. |                                   |
| R3    | 29 de mayo de 1931                                                                                               | Funcionando 25 minutos con las válvulas rellenas de sodio. Fallo en los cabezales. |                                   |
| R3    | 14 de julio de 1931                                                                                              | Funcionamiento con las válvulas rellenas de sodio. |                                   |
| R3    | 28 de julio de 1931                                                                                              | Intento adicional en la prueba de 1 hora, fallo del cigüeñal después de 34 minutos. Reconstruido, pero se experimentó un segundo fallo en el cigüeñal después de 58 minutos. Potencia de salida de 2360 HP (1759,9 kilovatios) a 3200 rpm, anotada justo antes del fallo. |                                   |
|       | | |                                   |
| R5    | 18 de junio de 1929                                                                                              | Motor de desarrollo. Completó la prueba de aceptación de 15 minutos. 1500 HP (1118,6 kilovatios) a 2750 rpm. |                                   |
| R5    | 7 de agosto de 1929                                                                                              | Completó la primera prueba de aceleración máxima de 1 hora. 1568 HP (1169,3 kilovatios) a 3000 rpm. |                                   |
| R5    | 25 de febrero de 1931                                                                                            | De vuelta al desarrollo para la carrera de 1931. Probablemente este motor que explotó a 2000 HP (1491,4 kilovatios) tras un fallo de acoplamiento con el dinamómetro. |                                   |
|       | | |                                   |
| R7    | 6 de julio de 1929                                                                                               | Superada la prueba de aceptación de 15 minutos. 1552 HP (1157,3 kilovatios). Enviado a Calshot para pruebas de vuelo con un uso mínimo de la aceleración máxima. |                                   |
| R7    | Mediados de septiembre de 1929                                                                                   | Tras la carrera, instalado en el S.6, N248, para un intento de récord de velocidad. |                                   |
|       | | |                                   |
| R9    | 4 de agosto de 1929                                                                                              | Instalado en el S.6, N247, para pruebas en el mar e intento de primer vuelo: el avión se negó a despegar debido a problemas de manejo. Todas las modificaciones hasta la fecha fueron incorporadas en este motor. |                                   |
| R9    | 10 de agosto de 1929                                                                                             | Primer vuelo, en el S.6, N247. |                                   |
| R9    | 22 de agosto de 1929                                                                                             | Retorno a Derby habiendo funcionado 4 horas 33 minutos en tierra y 2 horas 52 minutos en vuelo. Revisado y reajustado al N247 para la carrera. |                                   |
| R9    | Junio de 1931 | Reconstruido a las especificaciones de 1931. 2165 HP (1614,4 kilovatios) a 3200 rpm. Permiso a Calshot para un uso limitado de la aceleración máxima. |                                   |
| R9    | 12 de agosto de 1931                                                                                             | De vuelta en Derby con nuevo diseño de cigüeñal. 2350 HP (1752,4 kilovatios) a 3200 rpm durante una hora completa. |                                   |
|       | | |                                   |
| R11   | 25 de agosto de 1929                                                                                             | Vuelo en el S.6 N248. Motor de desarrollo en 1930. |                                   |
| R11   | 1930 | Rediseñado "R-MS-11" para el desarrollo del Buzzard MS (Moderadamente Sobrealimentado). |                                   |
|       | | |                                   |
| R15   | 7 de septiembre de 1929                                                                                          | Probablemente en el S.6, N248, para la carrera. |                                   |
| R15   | 26 de junio de 1931                                                                                              | Vuelo en el S.6A N248. |                                   |
| R15   | 22 de agosto de 1931                                                                                             | Vuelo en el S.6B S1595. |                                   |
|       | | |                                   |
| R17   | Abril de 1930 | Motor de propulsión directa para la lancha rápida de récord de velocidad Miss England II, pilotada por Sir Henry Segrave. Patrocinado por Lord Wakefield. 2053 HP (1530,9 kilovatios) a 3000 rpm. Refrigerado por agua mediante circuito abierto. Este fue el único motor R originalmente fabricado como una unidad en sentido antihorario, por lo que tenía un cigüeñal, un árbol de levas y elementos auxiliares diferentes. Contrariamente a la convención de Rolls-Royce, se le asignó un número impar de motor. |                                   |
| R17   | 1935 | Prestado por Lord Wakefield a Sir Malcolm Campbell como motor de repuesto para su intento de récord de velocidad en tierra. |                                   |
| R17   | Prestado por Sir Malcolm Campbell a George Eyston como motor de repuesto para su intento de récord de velocidad. | |                                   |
|       | | |                                   |
| R19   | Abril de 1930 | Motor de propulsión directa para la lancha rápida de récord de velocidad Miss England II, pilotada por Sir Henry Segrave. Patrocinado por Lord Wakefield. 2053 HP (1530,9 kilovatios) a 3000 rpm. |                                   |
| R19   | 1935 | Prestado por Lord Wakefield a Sir Malcolm Campbell para su intento de récord de velocidad. |                                   |
| R19   | 30 de junio de 1937                                                                                              | Cronometrado a 85 millas por hora (136,8 km/h) en el Blue Bird K3 con Sir Malcolm Campbell. |                                   |
|       | | |                                   |
| R21   | 6 de julio de 1931                                                                                               | Primer motor nuevo de 1931, pasó la inspección final. 2292 HP (1709,1 kilovatios). Instaladi en el S.6B, S1595, para su primer vuelo el 29 de julio. |                                   |
|       | | |                                   |
| R23   | 30 de julio de 1931                                                                                              | Enviado a Supermarine. Montado en el S.6B S1596, para su primer vuelo el 12 de agosto. |                                   |
|       | | |                                   |
| R25   | 9 de septiembre de 1931                                                                                          | Montado en el S6B S1596,. | Museo de la RAF, Londres.         |
| R25   | 13 de septiembre de 1931                                                                                         | Montado en el S.6B, S1596, para los primeros recorridos del Récord de Velocidad Aéreo voladas por el teniente del aire George Stainforth. | Museo de la RAF, Londres.         |
| R25   | Para el Thunderbolt, coche de récord de velocidad de George Eyston. Posteriormente a la RAF de Cranwell.         | | Museo de la RAF, Londres.         |
|       | | |                                   |
| R27   | 8 de septiembre de 1931                                                                                          | Volado en el S.6B S1596, | Museo de Ciencias de Londres.     |
| R27   | 29 de septiembre de 1931                                                                                         | Montado en el S.6B S1595, (el avión ganador del Trofeo Schneider), y récord del mundo de velocudad con una marca de 407,5 millas por hora (655,8 km/h). | Museo de Ciencias de Londres.     |
| R27   | Para el Thunderbolt, coche de récord de George Eyston.                                                           | | Museo de Ciencias de Londres.     |
|       | | |                                   |
| R29   | 3 de septiembre de 1931                                                                                          | Tercer motor de carreras de 1931 enviado. |                                   |
| R29   | 13 de septiembre de 1931                                                                                         | Instalado en el S.6B, S1595, para el Trofeo Schneider. Pilotado por el teniente de vuelo John Boothman, ganó el trofeo. |                                   |
|       | | |                                   |
| R31   | 13 de septiembre de 1931                                                                                         | Último del lote de 6 fabricado para el concurso de 1931. Instalado en el S.6A N248 como avión de reserva para el Trofeo Schneider. |                                   |
|       | | |                                   |
| R33   | 1933 | Motor de desarrollo para los dos últimos motores de récord de velocidad en tierra. Instalado en el Campbell-Railton Blue Bird durante su construcción en Brooklands. |                                   |
|       | | |                                   |
| R35   | | Motor de desarrollo para los dos últimos motores de récord de velocidad en tierra. Se cree que se ha utilizado como modelo de maqueta solo para exhibiciones. |                                   |
|       | | |                                   |
| R37   | Finales de 1933                                                                                                  | Comprado a Rolls-Royce por 5800 £ por Sir Malcolm Campbell para usarlo en el automóvil Campbell-Railton Blue Bird. | Museo del Motor de Filching Manor |
| R37   | Julio/agosto de 1937                                                                                             | Instalado en Blue Bird K3 por Saunders-Roe en la construcción inicial, más tarde sobrecalentado y dañado debido a problemas con el sistema de refrigeración. | Museo del Motor de Filching Manor |
| R37   | 17 de agosto de 1949                                                                                             | Instalado en el Blue Bird K4 de Donald Campbell. Reemplazó al motor a reacción Goblin instalado sin éxito por Sir Malcolm Campbell. | Museo del Motor de Filching Manor |
|       | | |                                   |
| R39   | 1935 | "Repuesto de fábrica" prestado por Rolls-Royce a Sir Malcolm Campbell como respaldo (ya poseía el "R37") para el intento de récord de velocidad en tierra de 1935. |                                   |
| R39   | Opción dada a George Eyston para usar este motor como repuesto para el automóvil Thunderbolt.                    | |                                   |
| R39   | Julio/agosto de 1937                                                                                             | Sustituyó al R37 en el Blue Bird K3 por Sir Malcolm Campbell. |                                   |
| R39   | 1 de septiembre de 1937                                                                                          | Batió el récord de velocidad sobre el agua en el K3, a 126,32 millas por hora (203,3 km/h). |                                   |
| R39   | 17 de agosto de 1938                                                                                             | En el Blue Bird K4 batió de nuevo el récord de velocidad náutico a 130.91 mph (210.67 km/h) con Sir Malcolm Campbell. |                                   |
| R39   | 19 de agosto de 1939                                                                                             | En el Blue Bird K4, nuevo récord de 141.74 mph (228.11 km/h) por Sir Malcolm Campbell en Coniston Water. |                                   |
| R39   | 10 de junio de 1951                                                                                              | En el Blue Bird K4 con Donald Campbell, después de que el R37 fuera dañado por sobrecalentamiento. |                                   |
| R39   | 10 de septiembre de 1951                                                                                         | Hundido en Coniston Water con el Blue Bird K4, durante el intento de récord de velocidad en el agua de Donald Campbell. Rescatado, con el casco roto y quemado en la orilla. Presunta falla estructural de los montantes del motor en la embarcación después de la rotura del eje de transmisión a 170 mph (270 km/h). |                                   |

## Aplicaciones

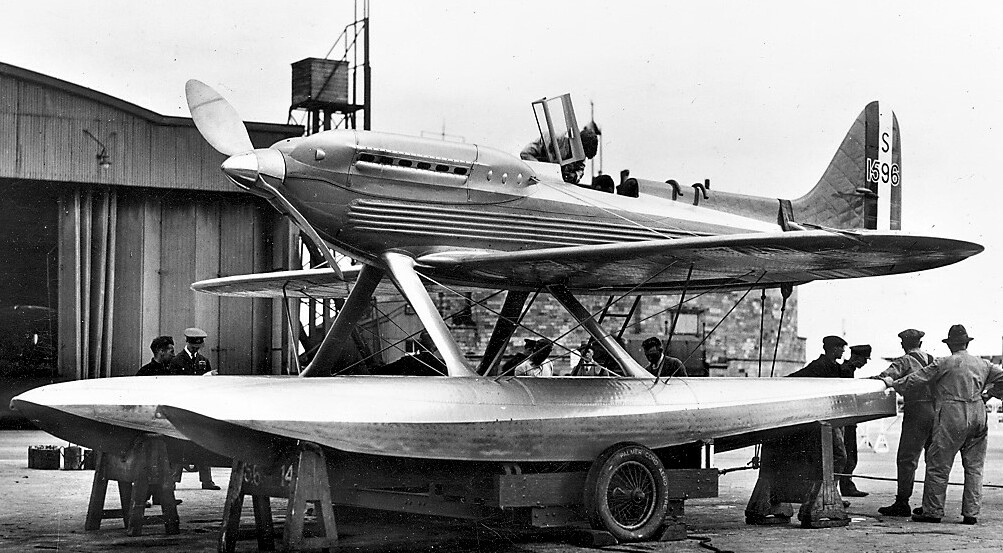
El Supermarine S.6B, S1596, impulsado por un motor R

Aeronaves
- Supermarine S.6
- Supermarine S.6A
- Supermarine S.6B

Automóviles
- Campbell-Railton Blue Bird
- Thunderbolt

Lanchas
- Blue Bird K3
- Blue Bird K4
- Miss England II
- Miss England III

## Motores en exposición
R25

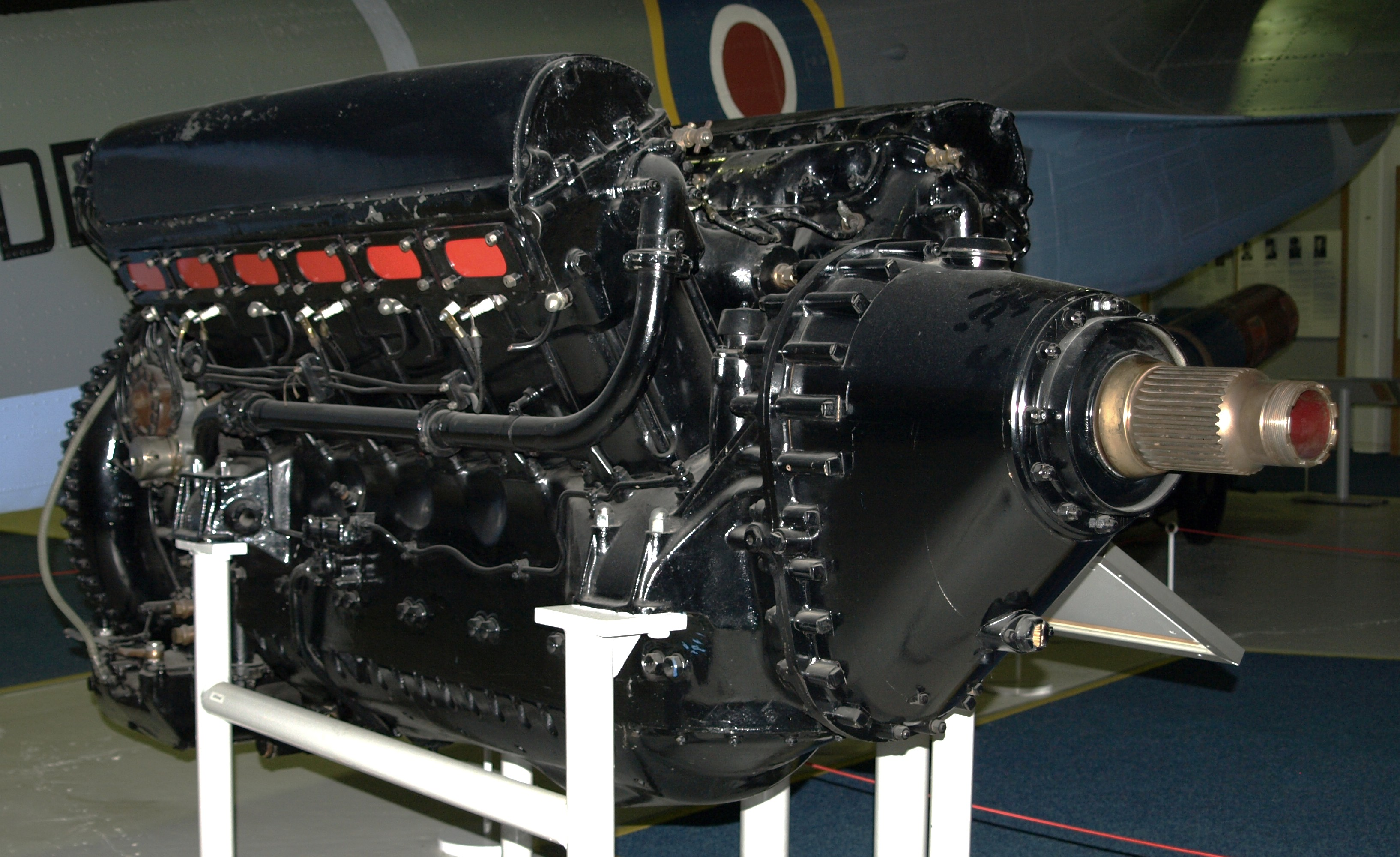
Rolls-Royce R, R25, en el Royal Air Force Museum de Londres

El Royal Air Force Museum de Londres en Hendon exhibe un motor Rolls-Royce R (pieza del museo número 65E1139) que llegó allí en noviembre de 1965 desde la base de la RAF en Cranwell. De acuerdo con los registros del museo, antes fue utilizado por George Eyston como uno de los motores en el récord del Thunderbolt. Los datos de su placa confirman que es el R25 de acuerdo con el pedido del Ministerio del Aire con el número de contrato A106961, que lo convierten en el segundo motor de carreras entregado en 1931 a la RAF en Calshot.
R27
El Museo de Ciencias de Londres posee un motor R en exhibición, catalogado como un elemento independiente, con el número de inventario 1948-310. Este es el R27, el segundo motor preparado para el exitoso intento de récord velocidad aéreo, y posteriormente se utilizó en el Thunderbolt. El Museo de Ciencias también muestra al público el hidroavión S.6B, S1595 (ganador de la carrera de 1931 y poseedor final del récord de velocidad aéreo).
R37
El Museo del Motor de Filching Manor conserva el R37, que está destinado a ser instalado en su restauración del Blue Bird K3, lancha rápida que batió el récord de velocidad náutico.
Estos tres motores son los únicos mencionados por el Consejo Británico de Preservación de Aviones/Rolls-Royce Heritage Trust. El S.6A, N248, del Museo Solent Sky (el avión de competición S.6 del año 1929, en reserva para la carrera de 1931 modificado como un S.6A), no contiene un motor R.

## Especificaciones (R – 1931)

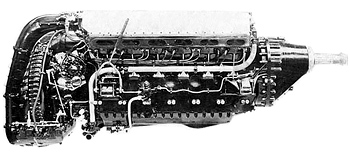
El Rolls-Royce R

Fuente: Lumsden and Holter

### Características generales
- Tipo: motor de pistones para aviación de 12 cilindros, sobrealimentado, refrigerado por líquido, 60° en "V"
- Diámetro: 6" (152.4 mm)
- Carrera: 6.6" (167.6 mm)
- Desplazamiento: 2239 pies cúbicos (36,7 l)
- Largo: 100" (2540 mm)
- Ancho: 32" (813 mm)
- Altura: 42" (1,067 mm)
- Peso seco: 1640 lb (744 kg)

### Componentes
- Tren de válvulas: dos válvulas de admisión y dos de escape por cilindro con vástagos de válvula de escape enfriados por sodio, accionados a través de un solo árbol de levas en cada banco
- Sobrealimentación: Supercargador de tipo centrífugo de una sola velocidad, relación 7.47:1, impulso máximo de +18 lb a 24.000 rpm del impulsor
- Sistema de combustible: Cuatro carburadores dúplex de corriente ascendente Rolls-Royce/Claudel-Hobson
- Tipo de combustible: 30% de benzóleo, 60% de metanol, 10% de acetona, más 4.2 cc de tetraetil plomo por galón
- Sistema de aceite: cárter seco con una bomba de presión y dos bombas de eliminación, aceite de ricino puro
- Sistema de enfriamiento: 70% de agua y 30% de mezcla de refrigerante de etilenglicol, presurizado
- Engranaje de reducción : 0.605:1, dextrógiro

### Prestaciones
- Potencia de salida: 2530 hp (1,887 kW) a 3200 rpm
- Potencia específica: 1.13 hp/cu in (51.41 kW/L)
- Relación de compresión: 6:1
- Consumo de combustible: 3.5 gal/min (16 l/min)
- Consumo de combustible específico: 0.85 pt/hp/hora
- Consumo de aceite: 14 gal/hora (64 l/hora)
- Relación potencia/peso: 1.54 hp/lb (2.54 kW/kg)